# Зверев, Григорий Александрович
Григо́рий Алекса́ндрович Зве́рев (15 марта 1900, Алчевск, Екатеринославская губерния — 1 августа  1946, Москва) — полковник Красной армии (1939). Участник «власовского» движения. Генерал-майор и командир второй дивизии вооружённых сил Комитета освобождения народов России (КОНР, 1945). В 1945 году пленён РККА, в 1946 году осуждён по обвинению в государственной измене, лишён воинских званий, государственных наград и казнён.

## Семья и образование
Родился в семье рабочего-котельщика. Окончил двуклассное городское училище, пехотные Екатеринославские командирские курсы (1922), выдержал экзамены за курс пехотной школы (1924). Окончил Высшие стрелково-тактические курсы усовершенствования командного состава «Выстрел» (1930), Военную академию имени М.В.Фрунзе (1940).

## Военная служба
- С 1919 служил в Красной армии, участвовал в боях против белых войск генерала П. Н. Врангеля.
- С 1926 — член Коммунистической партии.
- С 1926 — командир роты 224-го стрелкового полка 75-й стрелковой дивизии.
- В 1931—1933 — начальник 2-го отдела в штабе Летичевского укрепрайона.
- В 1933—1936 — начальник штаба 224-го стрелкового полка.
- В 1936—1937 — командир 289-го стрелкового полка.
- С 1937 — начальник штаба 19-го стрелкового полка.
- С 1938 находился в разработке НКВД, неоднократно намечался к аресту по подозрению в участии в военном заговоре — на него дали показания три арестованных сослуживца, два из которых отказались от показаний, а один был расстрелян.
- В 1939—1940 участвовал в походе Красной армии на Западную Украину, в советско-финской войне. Командовал 2-й стрелковой дивизией Финской Народной армии (ФНА), с декабря 1939 г. находящейся в полосе действия 7-й армии на Карельском перешейке. Дивизия располагалась во втором эшелоне. В марте 1940 г. дивизия отправлена на передовую, при штурме Выборга выполняла преимущественно вспомогательные задачи, занималась прикрытием тыла и флангов продвигавшихся вперед соединений и частей 7-й армии.
- С мая 1940 — начальник пехоты 146-й стрелковой дивизии Киевского военного округа.
- С марта 1941 — командир 190-й стрелковой дивизии, входившей в состав 6-й армии.
- В августе 1941 года 190-я стрелковая дивизия под командованием полковника Зверева была окружена под Уманью, её командир ранен и 11 августа 1941 взят в плен около села Подвысокое. Содержался в лагерях под Уманью и Винницей. Выдал себя за рядового Шевченко, украинца по национальности, был освобождён и, проделав путь от Украины до брянских лесов, вышел 6 сентября 1941 в расположение Красной армии под Орлом.
- В течение двух недель он проходит проверку в Особом отделе фронта, а затем Зверева направляют в распоряжение отдела кадров НКО с рекомендацией не использовать больше в районе боевых действий.
- С января 1942 — командир 8-й Семипалатинской стрелковой дивизии, затем в феврале 1942 назначен с понижением командиром 32-й запасной стрелковой бригады САВО. В этом качестве занимался формированием маршевых полков, отправлявшихся на фронт.
- В декабре 1942 — на Воронежском фронте, заместитель командира 127-й стрелковой дивизии, а затем переводят в штаб 350-й стрелквой дивизии офицером по особым поручениям.
- С марта 1943 — командир 350-й стрелковой дивизии, военный комендант Харькова. В том же месяце в районе Безлюдовки и Хорошева вновь попал в окружение, при прорыве из него был тяжело контужен и 22 марта взят в плен, вместе со своим начальником штаба и командиром артиллерийского полка.[1]

## В рядах Русской освободительной армии
В марте — июле 1943 года содержался в лагерях военнопленных на Украине и в Польше. Летом 1943 года выразил желание присоединиться к «власовскому» движению, в июле освобождён и направлен в Дабендорфскую школу РОА, занимался инспекцией лагерей военнопленных и рабочих команд. В конце 1944 года отбирал добровольцев в вооружённые силы Комитета освобождения народов России (КОНР) в Норвегии — всего привлёк около 300 человек.
С февраля 1945 — генерал-майор и командир второй дивизии вооружённых сил КОНР. Возглавил формирование дивизии на основе различных русских добровольческих подразделений на немецкой службе. В состав дивизии входили три пехотных полка, артиллерийский полк, полк снабжения, два противотанково-зенитных дивизиона, два отдельных сапёрных батальона, один отдельный батальон связи. Общая численность — 11 865 человек. Дивизия входила в состав Южной группы вооружённых сил КОНР.
В начале мая 1945 находился при своей дивизии на территории Австрии. В это же время впал в тяжёлую депрессию, усугубленную тем, что жена решила покончить с собой, приняв яд, и медленно умирала.
5 мая получил приказ от Ф. И. Трухина собрать 2-ю дивизию в кулак у деревни Липнице, где размещался штаб, и не выполнил его. В ночь с 6 на 7 мая последовал новый приказ Трухина о переводе дивизии в район дислокации штаба ВС КОНР и офицерской школы генерал-майора М. А. Меандрова, но и этот приказ не выполнил. 8 мая прибыл на совещание в штаб ВС КОНР и дал гарантии того, что выполнит третий приказ, — однако дивизия осталась на месте. 9 мая похоронил жену.
В условиях приближения частей Красной армии распустил дивизию и бежал на территорию, контролируемую американскими вооружёнными силами, которые, однако, разрешили своим советским союзникам проводить спецоперации по задержанию «власовцев» и на «своей» территории. Попытался покончить с собой выстрелом в правый висок. Остался жив, лишившись правого глаза. В ту же ночь захвачен в плен.

## Тюрьма, суд, казнь
С 1945 содержался в тюрьме в Москве. Признал себя виновным на следствии и суде. Приговорён к смертной казни Военной коллегией Верховного суда СССР. 1 августа 1946 повешен во дворе Бутырской тюрьмы. Останки казнённых кремировали и захоронили в безымянном рву Донского монастыря.